# Svartgölen (Kila socken, Södermanland, 650984-153394)
Svartgölen är en sjö i Nyköpings kommun i Södermanland och ingår i Kilaån-Motala ströms kustområde.